# 184784 Bettiepage
184784 Bettiepage este un asteroid din centura principală de asteroizi.

## Descriere
184784 Bettiepage este un asteroid din centura principală de asteroizi. A fost descoperit pe 3 octombrie 2005 în cadrul proiectului CSS. Asteroidul prezintă o orbită caracterizată de o semiaxă mare de 3,08 ua, o excentricitate de 0,08 și o înclinație de 8,6° în raport cu ecliptica.